# جائزة الفلم الأوروبي لأفضل ممثلة
جائزة الفيلم الأوروبي لأفضل ممثلة:

## الفائزون والمرشحون

### عقد 1980
| السنة                                           | الفائز والمرشح        | العنوان                                   | العنوان الأصلي                           |
| ----------------------------------------------- | --------------------- | ----------------------------------------- | ---------------------------------------- |
| 1988 الحفل الأول لتوزيع جوائز الفيلم الأوروبي ‏  | كارمن مورا            | Women on the Verge of a Nervous Breakdown | Mujeres al borde de un ataque de nervios |
| 1988 الحفل الأول لتوزيع جوائز الفيلم الأوروبي ‏  | Tinna Gunnlaugsdóttir | In the Shadow of the Raven                | Í skugga hrafnsins                       |
| 1988 الحفل الأول لتوزيع جوائز الفيلم الأوروبي ‏  | أورنيلا موتي          | Private Access                            | Codice privato                           |
| 1988 الحفل الأول لتوزيع جوائز الفيلم الأوروبي ‏  | Carol Scanlan         | Reefer and the Model                      | Reefer and the Model                     |
| 1989 الحفل الثاني لتوزيع جوائز الفيلم الأوروبي ‏ | روث شين               | High Hopes ‏                               | High Hopes ‏                              |
| 1989 الحفل الثاني لتوزيع جوائز الفيلم الأوروبي ‏ | سابيني أزيما          | الحياة ولا شيء غيرها ‏                     | La vie et rien d'autre                   |
| 1989 الحفل الثاني لتوزيع جوائز الفيلم الأوروبي ‏ | سنيزانا بوغدانوفيتش ‏  | Kuduz                                     | Kuduz                                    |
| 1989 الحفل الثاني لتوزيع جوائز الفيلم الأوروبي ‏ | كورينا حرفوش          | Treffen in Travers                        | Treffen in Travers                       |
| 1989 الحفل الثاني لتوزيع جوائز الفيلم الأوروبي ‏ | Natalya Negoda        | Little Vera                               | Malenkaya Vera                           |

### عقد 1990
| السنة                                               | الفائز والمرشح                 | العنوان                   | العنوان الأصلي             |
| --------------------------------------------------- | ------------------------------ | ------------------------- | -------------------------- |
| 1990 (3rd)                                          | كارمن مورا                     | ¡Ay Carmela! ‏             | ¡Ay Carmela! ‏              |
| 1990 (3rd)                                          | آن بروشيه                      | سيرانو دي برجراك (مسرحية) | سيرانو دي برجراك (مسرحية)  |
| 1990 (3rd)                                          | كريستينا جاندا[C]              | Interrogation             | Przesluchanie              |
| 1991 (4th)                                          | كلوتيلد كوراو                  | The Little Gangster       | Le petit criminel          |
| 1991 (4th)                                          | جولي دلبي                      | Voyager                   | Homo Faber                 |
| 1991 (4th)                                          | Sigríður Hagalín               | Children of Nature        | Börn náttúrunnar           |
| 1992 الحفل الخامس لتوزيع جوائز الأفلام الأوروبية ‏   | جولييت بينوش                   | The Lovers on the Bridge  | Les amants du Pont-Neuf    |
| 1992 الحفل الخامس لتوزيع جوائز الأفلام الأوروبية ‏   | Johanna ter Steege             | Dear Emma, Sweet Böbe     | Édes Emma, drága Böbe      |
| 1992 الحفل الخامس لتوزيع جوائز الأفلام الأوروبية ‏   | باربرا سوكوا                   | أوروبا                    | أوروبا                     |
| 1993 (6th)                                          | مايا مورجنستيرن                | The Oak                   | Balanta                    |
| 1993 (6th)                                          | كارلا غرافينا                  | الصمت الطويل              | Il lungo silenzio          |
| 1993 (6th)                                          | تيلدا سوينتون                  | Orlando                   | Orlando                    |
| 1994 (7th)                                          | لا جائزة مقدمة                 | لا جائزة مقدمة            | لا جائزة مقدمة             |
| 1995 جوائز الأفلام الأوروبية                        | لا جائظة مقدمة                 | لا جائظة مقدمة            | لا جائظة مقدمة             |
| 1996 (9th)                                          | إميلي واتسون                   | كسر الأمواج               | كسر الأمواج                |
| 1997 الحفل العاشر لتوزيع جوائز الفيلم الأوروبي ‏     | جولييت بينوش[B]                | المريض الإنجليزي          | المريض الإنجليزي           |
| 1997 الحفل العاشر لتوزيع جوائز الفيلم الأوروبي ‏     | كاترين كالتريدج                | Career Girls              | Career Girls               |
| 1997 الحفل العاشر لتوزيع جوائز الفيلم الأوروبي ‏     | بريجيت روان                    | Post Coitum ‏              | Post coïtum animal triste  |
| 1997 الحفل العاشر لتوزيع جوائز الفيلم الأوروبي ‏     | إيما تومسون                    | The Winter Guest          | The Winter Guest           |
| 1998 الحفل الحادي عشر لتوزيع جوائز الفيلم الأوروبي ‏ | إلودي بوشيه[C] ناتاشا رينيه[C] | The Dreamlife of Angels   | La vie rêvée des anges     |
| 1998 الحفل الحادي عشر لتوزيع جوائز الفيلم الأوروبي ‏ | دينارا دوركاروفا               | Of Freaks and Men         | Pro urodov i lyudey        |
| 1998 الحفل الحادي عشر لتوزيع جوائز الفيلم الأوروبي ‏ | Annet Malherbe                 | Little Tony ‏              | Kleine Teun                |
| 1999 الحفل الثاني عشر لتوزيع جوائز الفيلم الأوروبي ‏ | سيسيليا روت                    | كل شيء عن أمي             | Todo sobre mi madre        |
| 1999 الحفل الثاني عشر لتوزيع جوائز الفيلم الأوروبي ‏ | ناتالي باي[V]                  | A Pornographic Affair ‏    | Une liaison pornographique |
| 1999 الحفل الثاني عشر لتوزيع جوائز الفيلم الأوروبي ‏ | بينيلوب كروز                   | فتاة أحلامك               | La niña de tus ojos        |
| 1999 الحفل الثاني عشر لتوزيع جوائز الفيلم الأوروبي ‏ | إيميلي ديكيني[C]               | رشيد (مدينة)              | رشيد (مدينة)               |
| 1999 الحفل الثاني عشر لتوزيع جوائز الفيلم الأوروبي ‏ | Iben Hjejle                    | Mifune's Last Song        | Mifune                     |

### عقد 2000
| السنة                                                 | الفائز والمرشح | العنوان                         | العنوان الأصلي                      |
| ----------------------------------------------------- | --- | ------------------------------- | ----------------------------------- |
| 2000 الحفل الثالث عشر لتوزيع جوائز الفيلم الأوروبي ‏   | بيورك[C] | راقصة في الظلام                 | راقصة في الظلام                     |
| 2000 الحفل الثالث عشر لتوزيع جوائز الفيلم الأوروبي ‏   | Bibiana Beglau[B] | أسطورة ريتا ‏                    | Die Stille nach dem Schuß           |
| 2000 الحفل الثالث عشر لتوزيع جوائز الفيلم الأوروبي ‏   | لينا اندري | Faithless                       | Trolösa                             |
| 2000 الحفل الثالث عشر لتوزيع جوائز الفيلم الأوروبي ‏   | سيلفي تيستو | The Captive ‏                    | La captive                          |
| 2000 الحفل الثالث عشر لتوزيع جوائز الفيلم الأوروبي ‏   | جولي والترز | بيلي إليوت                      | بيلي إليوت                          |
| 2001 حفل توزيع جوائز الأفلام الأوروبية الرابع عشر ‏    | إيزابيل أوبير[C] | معلم البيانو                    | La pianiste                         |
| 2001 حفل توزيع جوائز الأفلام الأوروبية الرابع عشر ‏    | اريان اسكارديا | المدينة هادئة                   | La ville est tranquille             |
| 2001 حفل توزيع جوائز الأفلام الأوروبية الرابع عشر ‏    | لورا مورانتي | The Son's Room                  | La stanza del figlio                |
| 2001 حفل توزيع جوائز الأفلام الأوروبية الرابع عشر ‏    | شارلوت رامبلينج | تحت الرمال                      | Sous le sable                       |
| 2001 حفل توزيع جوائز الأفلام الأوروبية الرابع عشر ‏    | ستيفانيا ساندريلي | القبلة الأخيرة                  | L'ultimo bacio                      |
| 2001 حفل توزيع جوائز الأفلام الأوروبية الرابع عشر ‏    | أودري تاتو | أميلي                           | Le fabuleux destin d'Amélie Poulain |
| 2002 (15th)                                           | Cast of 8 Women كاترين دينوف، إيزابيل أوبير، إيمانويلي بيرت، فاني اردانت، فيرجين ليدويين، دانييل داريو, لوديفين ساجنر، فيرمين ريتشارد | 8 نساء                          | 8 femmes                            |
| 2002 (15th)                                           | أوكسانا أكينشينا | ليليا إلى الأبد                 | ليليا إلى الأبد                     |
| 2002 (15th)                                           | إيمانويلي ديفوس | على شفتي                        | Sur mes lèvres                      |
| 2002 (15th)                                           | مارتينا غيدك | Mostly Martha ‏                  | Bella Martha                        |
| 2002 (15th)                                           | لورا مورانتي | A Journey Called Love           | Un viaggio chiamato amore           |
| 2002 (15th)                                           | سامانثا مورتن | Morvern Callar                  | Morvern Callar                      |
| 2002 (15th)                                           | كاتي أوتينن | رجل دون ماضي                    | Mies vailla menneisyyttä            |
| 2003 حفل توزيع جوائز الفيلم الأوروبي السادس عشر ‏      | شارلوت رامبلينج | حوض سباحة                       | حوض سباحة                           |
| 2003 حفل توزيع جوائز الفيلم الأوروبي السادس عشر ‏      | Diana Dumbrava | Maria                           | Maria                               |
| 2003 حفل توزيع جوائز الفيلم الأوروبي السادس عشر ‏      | هيلين ميرين | Calendar Girls                  | Calendar Girls                      |
| 2003 حفل توزيع جوائز الفيلم الأوروبي السادس عشر ‏      | آن ريد | The Mother ‏                     | The Mother ‏                         |
| 2003 حفل توزيع جوائز الفيلم الأوروبي السادس عشر ‏      | كاتيا ريمان | Rosenstrasse                    | Rosenstrasse                        |
| 2003 حفل توزيع جوائز الفيلم الأوروبي السادس عشر ‏      | كاترين ساس | وداعا لينين                     | وداعا لينين                         |
| 2004 حفل توزيع جوائز الفيلم الأوروبي السابع عشر ‏      | إميلدا ستونتون | Vera Drake                      | Vera Drake                          |
| 2004 حفل توزيع جوائز الفيلم الأوروبي السابع عشر ‏      | ساره ادلر | موسيقانا                        | Notre musique                       |
| 2004 حفل توزيع جوائز الفيلم الأوروبي السابع عشر ‏      | فالريا بروني تيديسكي | 5×2                             | 5×2                                 |
| 2004 حفل توزيع جوائز الفيلم الأوروبي السابع عشر ‏      | بينيلوب كروز | لا تتحرك ‏                       | Non ti muovere                      |
| 2004 حفل توزيع جوائز الفيلم الأوروبي السابع عشر ‏      | سبيل كيكيلي | وجها لوجه                       | Gegen die Wand                      |
| 2004 حفل توزيع جوائز الفيلم الأوروبي السابع عشر ‏      | عاصي ليفي | Stones                          | Avanim                              |
| 2005 حفل توزيع جوائز الفيلم الأوروبي الثامن عشر ‏      | جوليا جنتيش[B] | Sophie Scholl - The Final Days  | Sophie Scholl - Die letzten Tage    |
| 2005 حفل توزيع جوائز الفيلم الأوروبي الثامن عشر ‏      | جولييت بينوش | مخفي                            | مخفي                                |
| 2005 حفل توزيع جوائز الفيلم الأوروبي الثامن عشر ‏      | Sandra Ceccarelli | The Life I Want                 | La vita che vorrei                  |
| 2005 حفل توزيع جوائز الفيلم الأوروبي الثامن عشر ‏      | كوني نيلسن | إخوة ‏                           | Brødre                              |
| 2005 حفل توزيع جوائز الفيلم الأوروبي الثامن عشر ‏      | ناتالي بريس | صيفي من حب                      | صيفي من حب                          |
| 2005 حفل توزيع جوائز الفيلم الأوروبي الثامن عشر ‏      | أودري تاتو | خطوبة طويلة جدا                 | Un long dimanche de fiançailles     |
| 2006 حفل توزيع جوائز الفيلم الأوروبي التاسع عشر ‏      | بينيلوب كروز[C] | العودة                          | العودة                              |
| 2006 حفل توزيع جوائز الفيلم الأوروبي التاسع عشر ‏      | ناتالي باي | الملازم الشاب                   | Le petit lieutenant                 |
| 2006 حفل توزيع جوائز الفيلم الأوروبي التاسع عشر ‏      | مارتينا غيدك | حياة الآخرين                    | Das Leben der Anderen               |
| 2006 حفل توزيع جوائز الفيلم الأوروبي التاسع عشر ‏      | ساندرا هولر[B] | Requiem                         | Requiem                             |
| 2006 حفل توزيع جوائز الفيلم الأوروبي التاسع عشر ‏      | Mirjana Karanović | غرابافيتشا: أرض أحلامي          | Grbavica                            |
| 2006 حفل توزيع جوائز الفيلم الأوروبي التاسع عشر ‏      | سارة بولي | The Secret Life of Words        | The Secret Life of Words            |
| 2007 حفل توزيع جوائز الأفلام الأوروبية العشرون ‏       | هيلين ميرين[V] | الملكة                          | الملكة                              |
| 2007 حفل توزيع جوائز الأفلام الأوروبية العشرون ‏       | ماريون كوتيار | لا في ان روز                    | La môme                             |
| 2007 حفل توزيع جوائز الأفلام الأوروبية العشرون ‏       | مارياني فايثفول | Irina Palm                      | Irina Palm                          |
| 2007 حفل توزيع جوائز الأفلام الأوروبية العشرون ‏       | كاريس فان هوتن | الكتاب الأسود                   | Zwartboek                           |
| 2007 حفل توزيع جوائز الأفلام الأوروبية العشرون ‏       | آناماريا مارينكا | 4 أشهر، 3 أسابيع ويومان         | 4 luni, 3 saptamani si 2 zile       |
| 2007 حفل توزيع جوائز الأفلام الأوروبية العشرون ‏       | كسينيا رابوبور | المرأة المجهولة                 | La sconosciuta                      |
| 2008 النسخة 21                                        | كريستين سكوت توماس | I've Loved You So Long          | Il y a longtemps que je t'aime      |
| 2008 النسخة 21                                        | هيام عباس | شجرة ليمون                      | Etz Limon                           |
| 2008 النسخة 21                                        | أرتا دوبروشي ‏ | لورنا والصمت                    | Le silence de Lorna                 |
| 2008 النسخة 21                                        | سالي هوكينز[B] | Happy-Go-Lucky                  | Happy-Go-Lucky                      |
| 2008 النسخة 21                                        | بيلين رويدا | دار الايتام                     | El orfanato                         |
| 2008 النسخة 21                                        | اورسولا فيرنر | Cloud Nine ‏                     | Wolke Neun                          |
| 2009 حفل توزيع جوائز الفيلم الأوروبي الثاني والعشرين ‏ | كيت وينسليت | القارئ                          | القارئ                              |
| 2009 حفل توزيع جوائز الفيلم الأوروبي الثاني والعشرين ‏ | بينيلوب كروز | عناقات مكسورة                   | Los abrazos rotos                   |
| 2009 حفل توزيع جوائز الفيلم الأوروبي الثاني والعشرين ‏ | شارلوت غينسبور[C] | ضد المسيح                       | ضد المسيح                           |
| 2009 حفل توزيع جوائز الفيلم الأوروبي الثاني والعشرين ‏ | كاتي جارفيس | حوض سمك                         | حوض سمك                             |
| 2009 حفل توزيع جوائز الفيلم الأوروبي الثاني والعشرين ‏ | يولاند مورو | افعلها بالشكل الصائب ‏           | افعلها بالشكل الصائب ‏               |
| 2009 حفل توزيع جوائز الفيلم الأوروبي الثاني والعشرين ‏ | نومي رابيس | The Girl with the Dragon Tattoo | Män som hatar kvinnor               |

### عقد 2010
| السنة                                                    | الفائز والمرشح       | العنوان                  | العنوان الأصلي          |
| -------------------------------------------------------- | -------------------- | ------------------------ | ----------------------- |
| 2010 (23rd)                                              | سيلفي تيستو          | Lourdes                  | Lourdes                 |
| 2010 (23rd)                                              | زرينكا سفيتيسك       | على الطريق               | Na putu                 |
| 2010 (23rd)                                              | & سبيل كيكيلي        | عندما نغادر              | Die Fremde              |
| 2010 (23rd)                                              | ليزلي مانفيل         | Another Year ‏            | Another Year ‏           |
| 2010 (23rd)                                              | لوت فيربيك           | لا شيء شخصي              | لا شيء شخصي             |
| 2011 حفل توزيع جوائز الأفلام الأوروبية الرابع والعشرون ‏  | تيلدا سوينتون        | نحتاج للتحدث عن كيفين    | نحتاج للتحدث عن كيفين   |
| 2011 حفل توزيع جوائز الأفلام الأوروبية الرابع والعشرون ‏  | سيسيل دي فرانس       | طفل مع الدراجة           | Le Gamin au vélo        |
| 2011 حفل توزيع جوائز الأفلام الأوروبية الرابع والعشرون ‏  | & كيرستين دانست[C]   | سوداوية                  | سوداوية                 |
| 2011 حفل توزيع جوائز الأفلام الأوروبية الرابع والعشرون ‏  | شارلوت غينسبور       | سوداوية                  | سوداوية                 |
| 2011 حفل توزيع جوائز الأفلام الأوروبية الرابع والعشرون ‏  | Nadezhda Markina     | إيلينا ‏                  | إيلينا ‏                 |
| 2012 حفل توزيع جوائز الأفلام الأوروبية الخامس والعشرون ‏  | إيمانويل ريفا        | الحب                     | الحب                    |
| 2012 حفل توزيع جوائز الأفلام الأوروبية الخامس والعشرون ‏  | إيميلي ديكيني        | أطفالنا ‏                 | À perdre la raison'     |
| 2012 حفل توزيع جوائز الأفلام الأوروبية الخامس والعشرون ‏  | نينا هوس             | باربرا (فيلم)            | باربرا (فيلم)           |
| 2012 حفل توزيع جوائز الأفلام الأوروبية الخامس والعشرون ‏  | Margarethe Tiesel    | الجنة: الحب              | Paradies: Liebe         |
| 2012 حفل توزيع جوائز الأفلام الأوروبية الخامس والعشرون ‏  | كيت وينسليت          | المذبحة                  | المذبحة                 |
| 2013 الحفل السادس والعشرون لتوزيع جوائز الفيلم الأوروبي ‏ | فيرل بايتينز         | إنهيار الدائرة المكسورة  | إنهيار الدائرة المكسورة |
| 2013 الحفل السادس والعشرون لتوزيع جوائز الفيلم الأوروبي ‏ | لومينيتسا غيورغي     | وضعية الطفل              | Poziția copilului       |
| 2013 الحفل السادس والعشرون لتوزيع جوائز الفيلم الأوروبي ‏ | كيرا نايتلي          | آنا كارينينا             | آنا كارينينا            |
| 2013 الحفل السادس والعشرون لتوزيع جوائز الفيلم الأوروبي ‏ | باربرا سوكوا         | حنة آرندت                | حنة آرندت               |
| 2013 الحفل السادس والعشرون لتوزيع جوائز الفيلم الأوروبي ‏ | نعومي واتس           | المستحيل                 | المستحيل                |
| 2014 الحفل السابع والعشرون لتوزيع جوائز الفيلم الأوروبي ‏ | ماريون كوتيار        | يومين -ليلة واحدة        | Deux jours, une nuit    |
| 2014 الحفل السابع والعشرون لتوزيع جوائز الفيلم الأوروبي ‏ | ماريان ألفاريز       | Wounded                  | La herida               |
| 2014 الحفل السابع والعشرون لتوزيع جوائز الفيلم الأوروبي ‏ | فالريا بروني تيديسكي | رأس المال البشري         | Il capitale umano       |
| 2014 الحفل السابع والعشرون لتوزيع جوائز الفيلم الأوروبي ‏ | & شارلوت غينسبور     | شبق                      | شبق                     |
| 2014 الحفل السابع والعشرون لتوزيع جوائز الفيلم الأوروبي ‏ | أجاتا كولسزا         | ايدا                     | ايدا                    |
| 2014 الحفل السابع والعشرون لتوزيع جوائز الفيلم الأوروبي ‏ | أجاتا ترزبوشكسا ‏     | ايدا                     | ايدا                    |
| 2015 (28th)                                              |                      |                          |                         |
| شارلوت رامبلينج[B]                                       | 45 عاما              | 45 عاما                  |                         |
| مارغريتا باي                                             | Mia Madre            | Mia Madre                |                         |
| لايا كوستا                                               | فيكتوريا             | فيكتوريا                 |                         |
| أليسيا فيكاندير                                          | إكس ماكينا           | إكس ماكينا               |                         |
| ريتشل وايز                                               | صبا                  | صبا                      |                         |
| 2016 الحفل التاسع والعشرون لتوزيع جوائز الفيلم الأوروبي ‏ |                      |                          |                         |
| ساندرا هولر                                              | توني إيردمان         | توني إيردمان             |                         |
| فالريا بروني تيديسكي                                     | Like Crazy ‏          | La pazza gioia           |                         |
| ترين ديرهولم[B]                                          | الكومونة ‏            | Kollektivet              |                         |
| إيزابيل أوبير                                            | هي                   | هي                       |                         |
| إيما سواريز                                              | Julieta              | Julieta                  |                         |
| أدريانا أوجارت                                           | Julieta              | Julieta                  |                         |
| 2017 (30th)                                              |                      |                          |                         |
| Alexandra Borbély                                        | عن الجسم والروح      | Testről és lélekről      |                         |
| جولييت بينوش                                             | Let the Sunshine In ‏ | Un beau soleil intérieur |                         |
| باولا بير                                                | Frantz               | Frantz                   |                         |
| إيزابيل أوبير                                            | Happy End ‏           | Happy End ‏               |                         |
| فلورنسا بف                                               | Lady Macbeth ‏        | Lady Macbeth ‏            |                         |

^[B]مهلرجان برلين السينمائي لأفضل ممثلة
^[C]جائزة مهرجان كان السينمائي لأفضل ممثلة
^[V]مهرجان البندقية السينمائي لأفضل ممثلة

## التسجيلات

### أكثر الممثلات فوزاً بالجائزة
| الممثلة              | الجوائز | الترشيحات |
| -------------------- | ------- | --------- |
| جولييت بينوش         | 2       | 4         |
| إيزابيل أوبير        | 2       | 4         |
| شارلوت رامبلينج      | 2       | 3         |
| كارمن مورا           | 2       | 2         |
| بينيلوب كروز         | 1       | 4         |
| ماريون كوتيار        | 1       | 2         |
| تيلدا سوينتون        | 1       | 2         |
| هيلين ميرين          | 1       | 2         |
| كيت وينسليت          | 1       | 2         |
| ساندرا هولر          | 1       | 2         |
| شارلوت غينسبور       | 0       | 3         |
| فالريا بروني تيديسكي | 0       | 3         |
| ناتالي باي           | 0       | 2         |
| إيميلي ديكيني        | 0       | 2         |
| باربرا سوكوا         | 0       | 2         |
| سيلفي تيستو          | 0       | 2         |
| مارتينا غيدك         | 0       | 2         |
| أودري تاتو           | 0       | 2         |
| & سبيل كيكيلي        | 0       | 2         |

## وصلات خارجية
- European Film Academy archive